# Красний Пахар (Сальновська сільрада)
Красний Пахар (рос. Красный Пахарь) — селище в Хомутовському районі Курської області Російської Федерації.
Населення становить 4 особи. Входить до складу муніципального утворення Сальновська сільрада.

## Історія
Населений пункт розташований на території українського етнічного та культурного краю Східна Слобожанщина.
Від 2004 року входить до складу муніципального утворення Сальновська сільрада.

## Населення
| 2002 | 2010 |
| ---- | ---- |
| 11   | ↘4   |